# Текуч
Текуч (румынск. Гесисий, рум. Tecuci) — город в современной Румынии, жудец Галац. 
Населённый пункт расположен в Восточной Молдавии над рекой Бырлад (Бердад), недалеко от реки Серет. Население — 42 094 жителей (2002 год).

## История
Первое упоминание о городе в документах датируется 1134 годом.
Город получил свой статус в XII веке в связи с экспансией Галицкого княжества на юг. Город был важной частью Бырладского княжества, как и другие старинные русские города — Малый Галич (ныне Галац), Бырлад, Радовец и многие другие.
В 1352 году город и многие земли вокруг были заняты румынами, которые с того времени не переставали заявлять своих прав на господство на этих землях.
Позже Текуч входил в состав Османской империи, Молдавского княжества. В 1476 году здесь произошла битва между Молдавским господарем Штефаном Великим и турками.
В мае 1653 года, в ходе Сучавской кампании Тимофея Хмельницкого возле поселения произошёл бой между молдавско-запорожским отрядом и валашским отрядом Матея Басараба.
28 августа 1770 года, в ходе Русско-турецкой войны у местечка Текуча русский конный отряд под командованием капитан Богданова атаковал турецкий отряд и победил.
На начало XX столетия, в торгово-промышленном отношении, город имел важное значение как пункт пересечения железнодорожных линий Галац — Берлад — Яссы и Текуч — Макарешти и как транзитная станция для торговли Восточной Молдавии с Дунаем и Черным морем.
В городе на 1901 год проживало  около 10 000 жителей обоего полу, а на 1909 год — 13 500. В королевской Румынии был центром Текуцкого жудца (румынский округ — Текучи).
Во время Великой Отечественной войны город освобождён в ходе Ясско-Кишинёвской наступательной операции ВС Союза ССР.
Николае Чаушеску увеличил город путём переселения жителей пригородов в Текуч.

## Промышленность
Машиностроение, мебельная и пищевая промышленность.